# 上营镇 (迁西县)
上营镇，原为上营乡，是中华人民共和国河北省唐山市迁西县下辖的一个乡镇级行政单位。2022年1月，撤乡设镇。

## 行政区划
上营镇下辖以下地区：
大堡城子村、青山口村、董家口村、东贾庄子村、鹿过寨村、龙湾村、上营村、金龙口村、瓦房庄村、总府村、大牛峪村、十八盘村、湾子崖村和塔子山村。